# Dyjákovice

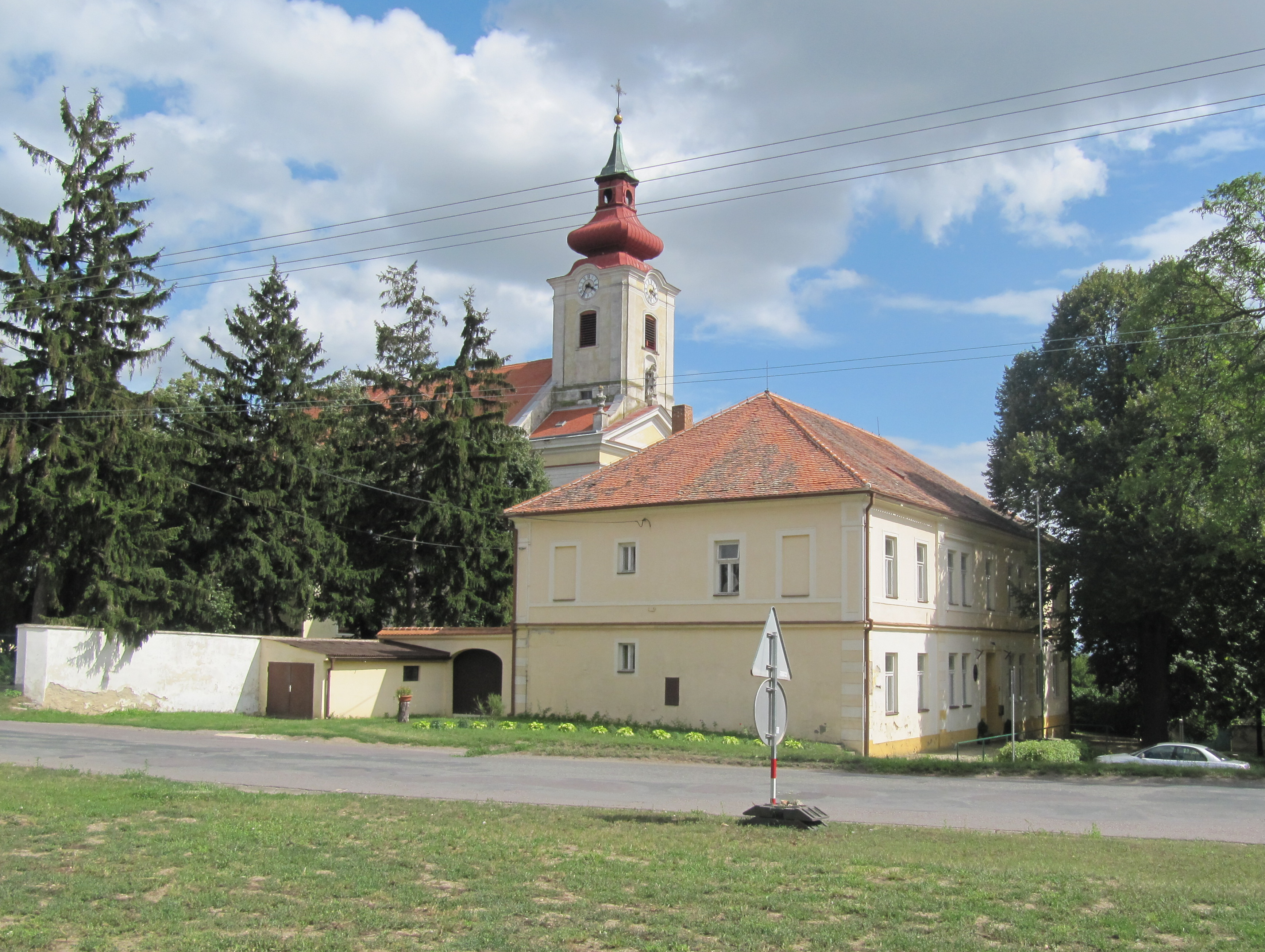
Kirche des hl. Michael

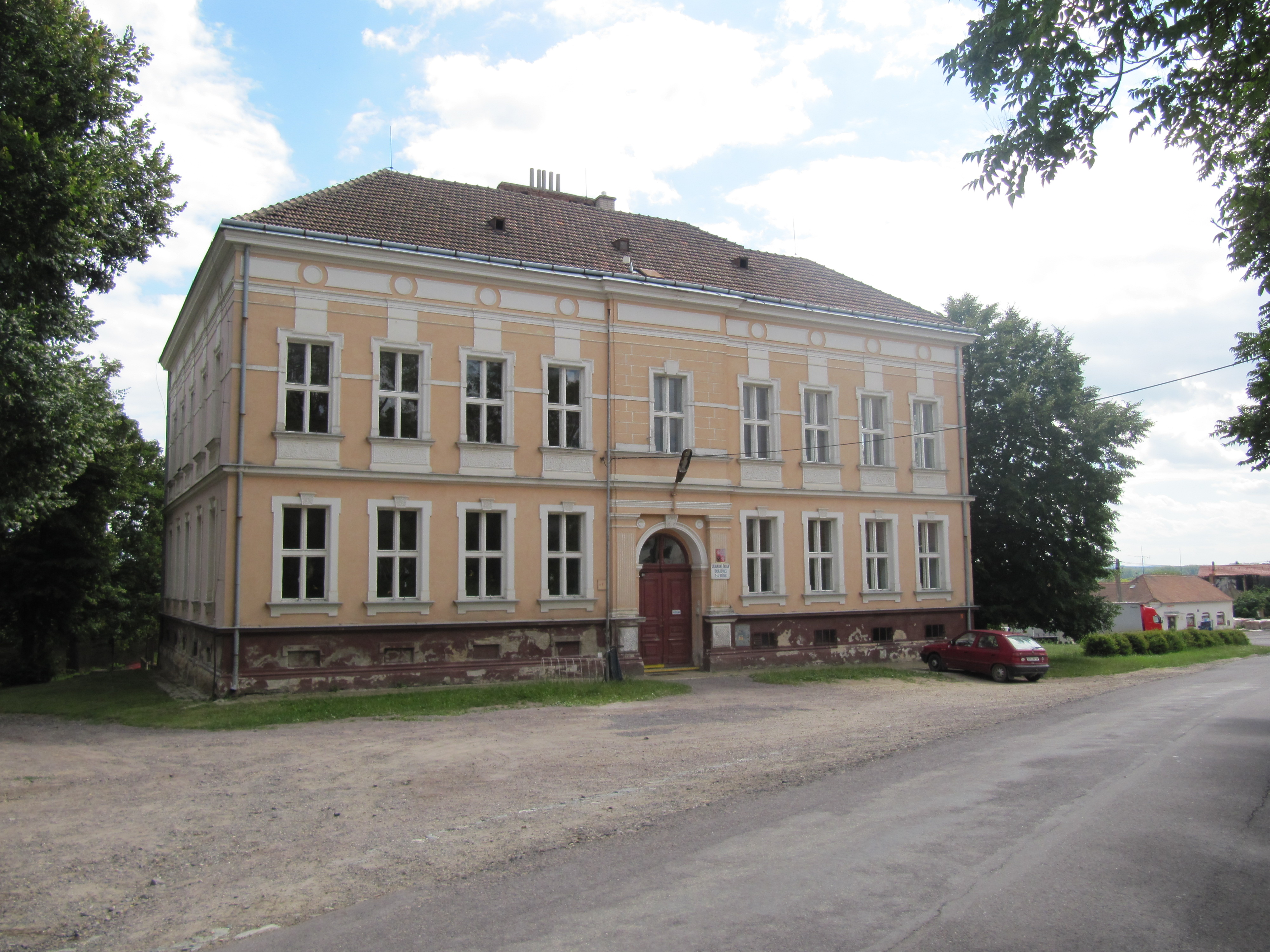
Alte Schule

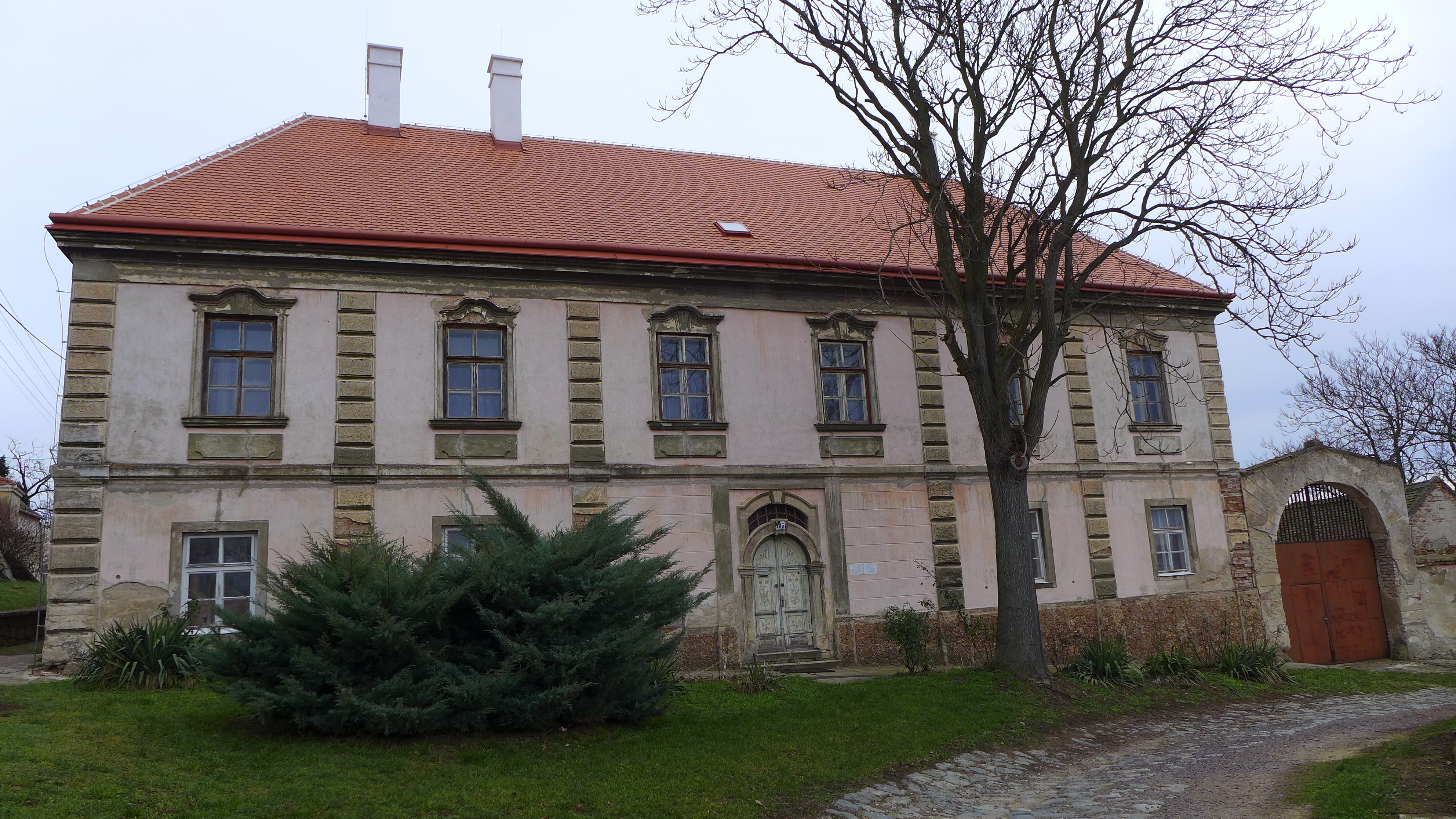
Pfarrhaus

Dyjákovice (deutsch Groß Tajax) ist eine Minderstadt mit 928 Einwohnern (1. Januar 2023) im Süden Tschechiens. Sie liegt 30 km südöstlich von Znaim   und gehört zum Okres Znojmo (Bezirk Znaim). Die Ortschaft selbst ist als ein Angerdorf angelegt. Die nächstgelegene Stadt ist Laa an der Thaya in Österreich.

## Geschichte
Die Anlage des Ortes und die bis 1945 gesprochene Ui-Mundart (bairisch-österreichisch) mit ihren speziellen Bairischen Kennwörtern weisen auf eine Besiedlung durch bairische deutsche Stämme hin, wie sie um 1050, aber vor allem im 12/13. Jahrhundert erfolgte. Erstmals wurde der Ort 1278 urkundlich erwähnt, nachdem Rudolf von Habsburg in der Schlacht von Dürnkrut und Jedenspeigen Přemysl Ottokar II. besiegt hatte. Der Ort war ursprünglich im Besitz des mährischen Landesfürsten und gehörte zum Gebiet der landesfürstlichen Burg Erdberg und nach deren Zerstörung zu Znaim.
Um die Mitte des 13. Jahrhunderts ging Groß Tajax in Privatbesitz über. Der Landesfürst schenkte den größten Teil des Ortes an die Herren von Jakobau. Nach deren Aussterben übernahm um 1310 ein Mitglied des mächtigen Adelsgeschlechtes Pernstein, Philipp von Pernstein, den Besitz. Nachdem auch die Stammburg der Herren von Jakobau in den Besitz des Philipp von Pernstein gekommen war, nannte sich der von ihm gegründete Zweig der Pernsteiner zukünftig „von Jakobau“. Ende des 14. Jahrhunderts gab es mehrere Besitzerwechsel. Schließlich kam der Ort an die Adelsfamilie Černahora von Boskowitz (Černohorský z Boskovic).
1489 traten die Brüder Tobias II. und Benesch II. von Černahora-Boskowitz den Ort Tajax an Wilhelm II. von Pernstein ab, der wiederum 1496 die Verwaltung von Groß Tajax seinem Schwiegersohn Heinrich IX. von Leipa überließ. Heinrich von Leipa war auch Inhaber der Herrschaft Kromau und so gehörte der Ort Groß Tajax ab Beginn des 15. Jahrhunderts bis zur Aufhebung der Grundherrschaft zur Herrschaft Mährisch Kromau. Im 16. Jahrhundert wurde die Pfarre unter den Herren von Leipa protestantisch. 1602 begann man mit der Errichtung eines Thayadammes. Dieser Bau dauert 11 Jahre und führte dazu, dass der alte Flusslauf versandete.
Nach der Schlacht am Weißen Berg wurde Berthold Bohobud von Leipa aufgrund seiner Teilnahme am Aufstand gegen Kaiser Ferdinand II. enteignet. Im gleichen Jahr wurde der Ort von kaiserlichen Truppen verwüstet. Die Herrschaft Kromau, und damit auch Tajax, wurde im Jahre 1622 von Gundaker von Liechtenstein gekauft. Nach dem Dreißigjährigen Krieg setzte sich unter den katholischen Fürsten von Liechtenstein im Zuge der Gegenreformation wieder die katholische Glaubensrichtung durch. Der Ort führte seit dem Jahre 1654 Matriken. Während der Revolutionskriege wird Groß-Tajax in den Jahren 1805 und 1809 von französischen Truppen besetzt und ausgeplündert. Im Jahre 1848 zerstört ein Großbrand 172 Häuser und 120 Scheunen im Ort. Ein Jahr später wütete die Cholera und forderte 82 Opfer unter den Groß-Tajaxern. Während des Deutsch-Österreichischen Krieges, im Jahre 1866, besetzten preußische Truppen den Ort. Die Soldaten verhielten sich freundlich und bezahlten alles. Leider schleppten sie abermals die Cholera in den Ort ein, welche diesmal 48 Todesopfer forderte.
Die Kirche wurde 1757 bis 1761 neu erbaut und dem heiligen Michael geweiht. Die Orgel wurde 1863 vom Orgelbauer Alois Hörbiger aus Thierbach errichtet. Im Jahre 1882 wurde Groß-Tajax zum Markt erhoben. Bereits seit 1834 wurden zwei Jahrmärkte abgehalten. 1873 wurde die erste Schule errichtet, heute ist darin das Rathaus untergebracht. Eine Freiwillige Feuerwehr wurde im Jahre 1889 gegründet. Die 1903 errichtete Bürgerschule dient heute als Grundschule. Charakteristisch für Dyjákovice sind die langen Gewölbekeller, die zum Lagern von Wein, Obst oder Getreide dienen und im Norden des Ortes liegen. In den Jahren 1927 bis 1929 wurde eine neue Bürgerschule errichtet.
Nach dem Ersten Weltkrieg und dem Friedensvertrag von Saint Germain von 1919, wurde der Ort, der im Jahre 1910 zu 99,8 % von Deutschsüdmährern bewohnt war, Bestandteil der neuen Tschechoslowakischen Republik. Durch die Neubesetzung von Beamtenposten kam es in der Zwischenkriegszeit zu einem vermehrten Zuzug von Personen tschechischer Nationalität. Während der Sudetenkrise wurde Groß-Tajax von tschechischen Truppen besetzt und das Umland mit Verteidigungsstellungen versehen. Nach dem Münchner Abkommen, kam der Ort 1938, an das Deutsche Reich und wurde ein Teil des Reichsgaues Niederdonau. Mit 3500 Einwohnern war Groß Tajax vor dem Zweiten Weltkrieg die bevölkerungsreichste Marktgemeinde des Bezirkes Znaim. Am 8. Mai 1945 wurde die Thayabrücke von zurückgehenden deutschen Soldaten gesprengt.
Im Zweiten Weltkrieg hatte der Ort 210 Opfer zu beklagen. Nach dem Ende des Zweiten Weltkrieges wurde Groß Tajax, wieder der Tschechoslowakei zugeordnet. Einige Familien flohen vor den einsetzenden Nachkriegsexzessen über die Grenze nach Österreich, andere wurden hinüber getrieben. Bis auf eine Familie wurden alle deutschen Einwohner des Ortes am 1. April 1946 zwangsausgesiedelt. Das Vermögen der deutschen Ortsbewohner wurde durch das Beneš-Dekret 108 konfisziert und die katholische Kirche in der kommunistischen Ära enteignet. Von den vertriebenen Deutsch-Südmährern aus Groß-Tajax fanden 22 % in Österreich, 20 % in Bayern, 27 % in Baden-Württemberg und 31 % in Hessen ihr neues Zuhause.
Der Ort wurde von Tschechen aus dem Landesinneren und der Slowakei neu besiedelt. im Jahre 1971 wurde Velký Karlov von Dyjákovice ausgemeindet; zwischen 1981 und 1990 gehörte die Siedlung erneut als Ortsteil zu Dyjákovice.
Durch Spenden der Vertriebenen wurde 1990 das Friedhofs-Hauptkreuz und diverse Grabsteine sowie das Kriegerdenkmal renoviert und neu beschriftet, weiters im österreichischen Wulzeshofen eine Gedenkstätte errichtet. Seit dem 26. April 2024 ist Dyjákovice ein Městys.

## Wappen und Siegel
Das älteste Siegel entstand 1599, es wurde rund 150 Jahre lang unverändert verwendet. Es zeigt ein Renaissanceschild mit zwei schräggekreuzten gestümmelten Ästen, die von je einem aufrecht stehenden Fisch beseitet ist. Ein zweites fast ähnliches Siegel wurde bis 1787 verwendet.
Eine Wappenverleihung hat nie stattgefunden. Dennoch führte die Marktgemeinde ein Siegelschild in den Farben Schwarz-Rot (Fische)-Gold (Äste).

## Bevölkerungsentwicklung
| Volkszählung | Einwohner gesamt | Volkszugehörigkeit der Einwohner | Volkszugehörigkeit der Einwohner | Volkszugehörigkeit der Einwohner |
| Jahr         | Einwohner gesamt | Deutsche                         | Tschechen                        | Andere                           |
| ------------ | ---------------- | -------------------------------- | -------------------------------- | -------------------------------- |
| 1880         | 2545             | 2545                             | –                                | –                                |
| 1890         | 2611             | 2611                             | –                                | -                                |
| 1900         | 2758             | 2753                             | 3                                | 2                                |
| 1910         | 2901             | 2895                             | 5                                | 1                                |
| 1921         | 3007             | 2940                             | 36                               | 31                               |
| 1930         | 3257             | 3173                             | 54                               | 30                               |
| 2006         | 849              |                                  |                                  |                                  |

## Ortsname
Das Wort „Tajax“ leitet sich vom Namen des Flusses Thaya ab, an dem der Ort liegt. Frühere Schreibweisen des Ortsnamens sind Dyax und Deyax. Auch die heutige Bezeichnung Dyjákovice ist vom Namen des Flusses abgeleitet, der auf Tschechisch Dyje heißt. Der Name Thaya stammt aus dem Keltischen und bedeutet die Träge.
Seit mindestens 1643 ist die Schreibweise Tayax belegt und seit 1672 Tajax. Den Namen Groß Tajax gibt es seit 1720.
Früher wurde der Ort auch Nieder-Tajax (Nieder-Deyax) genannt, um ihn von dem weiter flussaufwärts gelegenen Ort Klein Tajax zu unterscheiden, der damals Ober-Deyax hieß. Seit dem 17. Jahrhundert ist der Zusatz „Groß“ in Gebrauch.

## Sehenswürdigkeiten

Kirche von St. Michael (1938)

- Pfarrkirche hl. Michael: Die Rokokokirche wurde 1757/61 errichtet und besitzt Statuen vom hl. Petrus, hl. Paulus, Cyrill, Method, hl. Michael und hl. Venantius.
- Kapelle im Oberort mit gotischer Madonna
- Lourdeskapelle mit Marienaltar (1886)
- Statue des Hl. Sebastian (1715)
- Pestsäule/Frauensäule (1736) zur Erinnerung an die Pest von 1711
- Gotisches Mahnmal (14. Jahrhundert)
- Marienstatue „Unbefleckte Empfängnis“ (1736)
- Statue des Hl. Johannes von Nepomuk (1735)
- Rathaus (ehem. Volksschule)
- Kriegerdenkmal (1923)[10][11]

## Söhne und Töchter der Stadt
- Martin Ludwig Hansal (1823–1885), letzter österreichisch-ungarischer Konsul im Sudan. Er wurde am 26. Jänner 1885, dem Tag der Eroberung Khartums durch den Mahdi (Muhammad Ahmad), von seinem Kawass ermordet.[12]
- Johann SJ Neubauer (1837–1910), Missionar.
- Robert Rebernigg (* 1861 in Groß Tajax; † 17. Mai 1954 im Altersheim Baumgarten in Wien), Zirkusbesitzer. Der von ihm gegründete Zirkus Rebernigg war ab 1954 als Österreichischer Nationalcircus bekannt.
- Anton Ladner (1897–1972), Heimatforscher, Bürgermeister (1939 bis 1945), Träger des Professor Josef-Freising-Preises 1969.
- Rudolf Lachmayer (1899–1993), Heimatforscher
- Gottlieb Ladner (1932–2016), Ordensnamen Klemens Maria, Provinzial der Schulbrüder (1986–1994 und 1996–2002), Träger des Goldenen Ehrenzeichens für Verdienste um die Republik Österreich, Obmann des Dachverbands der Südmährer in Österreich (1986–2013). Verleihung der Titel Hofrat sowie Konsistorialrat für seine Verdienste im Schulwesen.
- Karl Rühringer (* 28. Januar 1940), von 2001 bis 2011 Bischofsvikar des Vikariates Wien Stadt der Erzdiözese Wien.

## Brauchtum
Reiches Brauchtum bestimmte den Jahresablauf der 1945/46 vertriebenen, deutschen Ortsbewohner:
- Die Jahrmärkte fanden an den Montagen nach dem 20. Januar und dem 29. September statt.
- Vor dem Fronleichnam werden die Häuser geweißt und gefabelt, Tür und Tor gestrichen und die Fenster geputzt. Aus dem Wald holt man eine Fuhre Birken- und Erlenäste und für den Prozessionsweg eine Fuhre Gras. Am Vorabend des Fronleichnamstages wurden vier Altäre aufgestellt: vor der Dreifaltigkeitssäule, bei der Sebastianstatue, bei der Mariensäule und beim Missionskreuz an der Kirche. Am Festtag werden Äste, an die mit Blumen geschmückten Fenster, gelehnt. Nach der Frühmesse begann die Prozession: Neben dem Pfarrer die Ministranten, die Gemeindevertreter und die Jungmänner des Ortes. Jeder dieser Gruppe hatte einen Vorbeter und einen Vorsänger.[13]

## Quelle
- Felix Bornemann: Kunst und Kunsthandwerk in Südmähren., Groß-Tajax: s. 11;C. Verlag des Südmährischen Landschaftsrates, Geislingen/Steige 1990, ISBN 3-927498-13-0.
- Bruno Kaukal: Die Wappen und Siegel der südmährischen Gemeinden in den Heimatkreisen Neubistritz, Zlabings, Nikolsburg und Znaim. Groß-Tajax S. 81f, Josef Knee, Wien 1992, ISBN 3-927498-19-X.
- Alfred Schickel, Gerald Frodl: Geschichte Südmährens. Band 3: Die Geschichte der deutschen Südmährer von 1945 bis zur Gegenwart. Südmährischer Landschaftsrat, Geislingen an der Steige 2001, ISBN 3-927498-27-0, S. 285 f. (Groß-Tajax).